# Андрија Хебранг (син)
Андрија Хебранг (Београд, 27. јануар 1946) је xрватски политичар и лекар. 
Професор је на Медицинском факултету у Загребу и посланик у Хрватском сабору. Син је Андрије Хебранга, хрватског и југословенског политичара.